# Bakonykúti
Bakonykúti là một thị trấn thuộc hạt Fejér, Hungary. Thị trấn này có diện tích 12,45 km², dân số năm 2010 là 120 người, mật độ 10 người/km².